# مطار كوماياغوا الدولي
مطار كوماياغوا الدولي (إياتا: XPL، إيكاو: MHPR) هو مطار دولي يقع 6 كم جنوب مدينة كوماياغوا، هندوراس.أفتتح المطار في أكتوبر 2021 للأغراض المدنية والتجارية.

## شركات الطيران والوجهات
| شركـات طيـران           | الوجهات                                                               |
| ----------------------- | --------------------------------------------------------------------- |
| Aeroméxico Connect      | مطار بينيتو خواريز الدولي                                             |
| الخطوط الجوية الأمريكية | مطار ميامي الدولي موسمي: مطار دالاس فورت ورث الدولي                   |
| أفيانكا                 | مطار إلدورادو الدولي                                                  |
| أفيانكا السلفادور       | Guatemala City، مطار إل سلفادور الدولي                                |
| Avianca Guatemala       | Guatemala City                                                        |
| CM Airlines             | Roatán                                                                |
| خطوط كوبا الجوية        | مطار توكومين الدولي                                                   |
| Iberojet                | مطار مدريد باراخاس الدولي                                             |
| خطوط سبيريت الجوية      | Fort Lauderdale ‏ موسمي: مطار جورج بوش الدولي (تستأنف في 8 يونيو 2023) |
| الخطوط الجوية المتحدة   | مطار جورج بوش الدولي                                                  |